# Lema de Shapley–Folkman

O lema de Shapley–Folkman é um resultado em geometria convexa com aplicações em economia matemática que descreve a adição de Minkowski de conjuntos em um espaço vetorial. A adição de Minkowski é definida pela adição de membros de conjuntos: por exemplo, adicionando o conjunto consistindo dos inteiros zero e um a ele mesmo resulta o conjunto consistindo de zero, um e dois:
{0, 1} + {0, 1} = {0 + 0, 0 + 1, 1 + 0, 1 + 1} = {0, 1, 2}.
O lema de Shapley–Folkman e resultados relacionados produzem uma resposta afirmativa à questão, "É a soma de muitos conjuntos próxima de ser convexa?" 